# Lista gatunków z rodzaju plektrantus
Lista gatunków z rodzaju plektrantus (Plectranthus L'Her.) – lista gatunków rodzaju roślin należącego do rodziny jasnotowatych (Lamiaceae Lindl.). Według The Plant List w obrębie tego rodzaju znajduje się co najmniej 325 gatunków o nazwach zweryfikowanych i zaakceptowanych, podczas gdy kolejnych 36 taksonów ma status gatunków niepewnych (niezweryfikowanych).
Lista gatunków

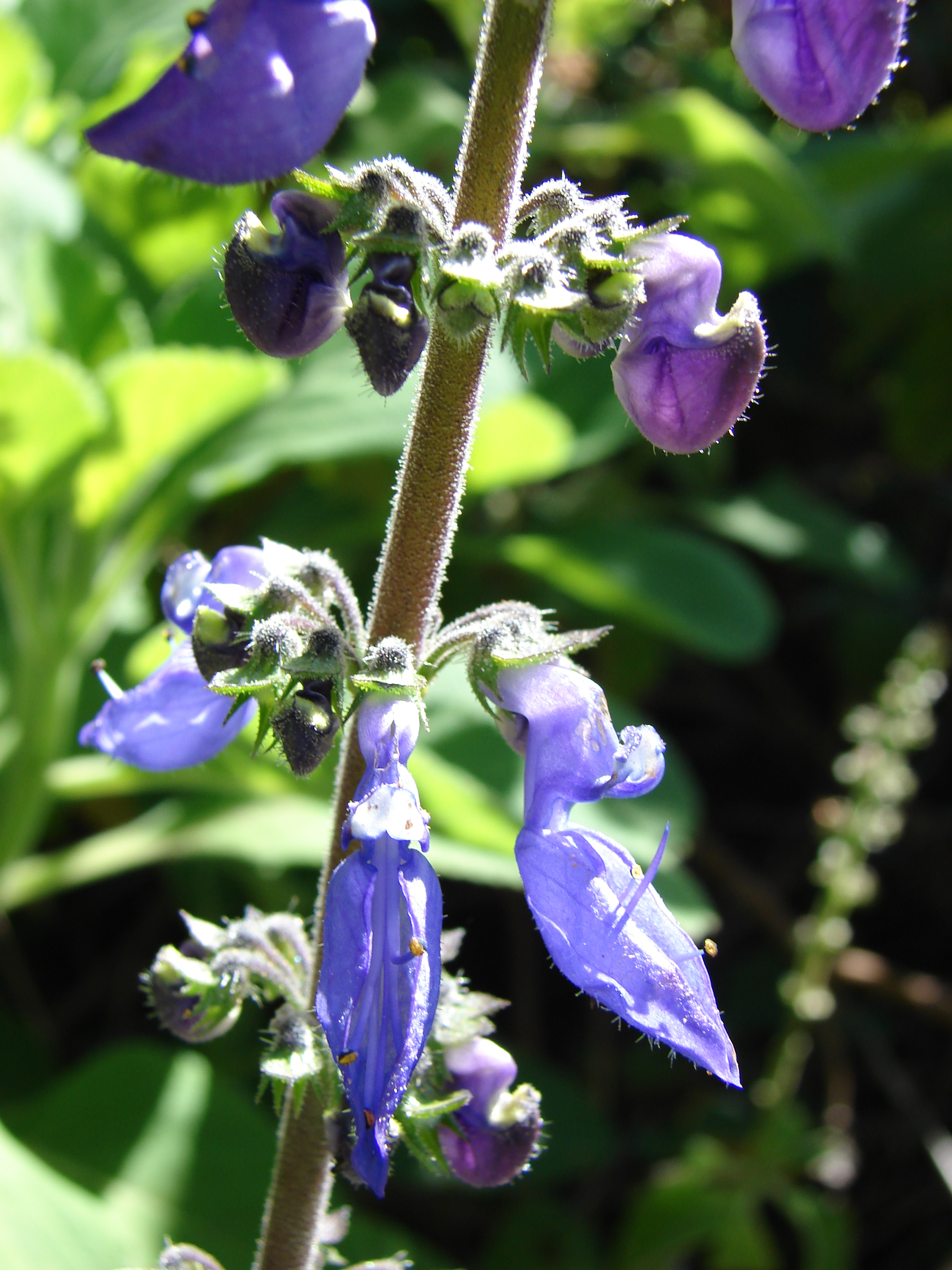
Plectranthus amboinicus

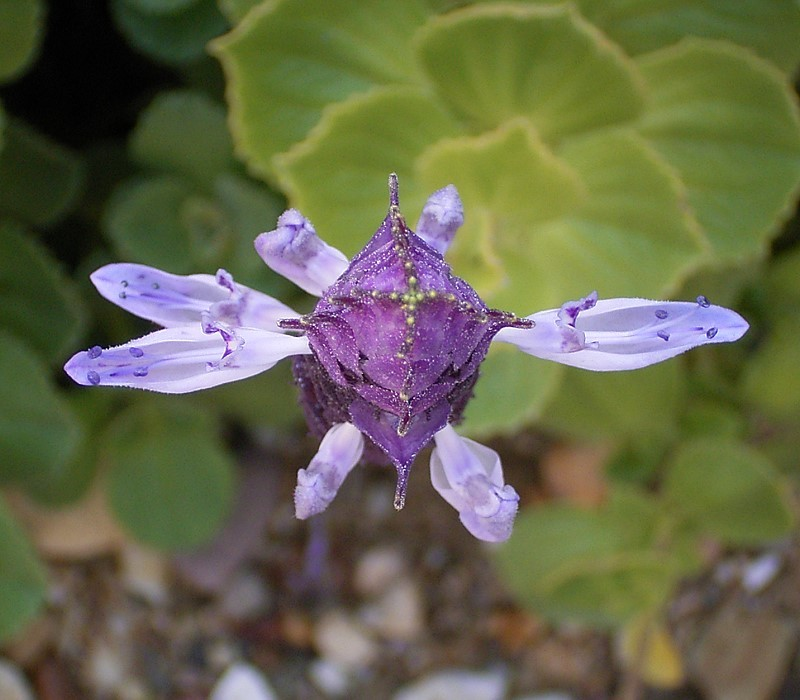
Plectranthus arabicus

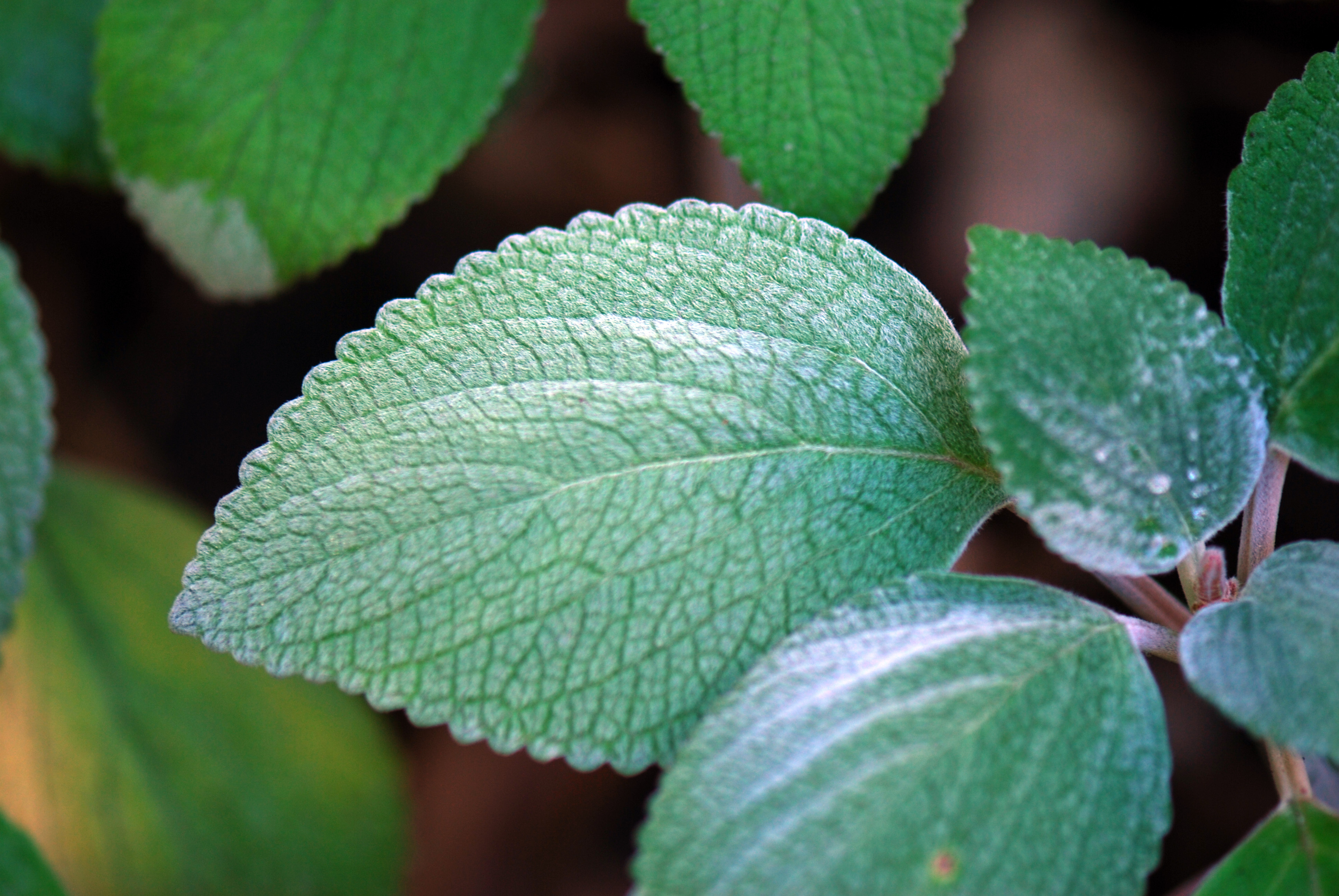
Plectranthus argentatus

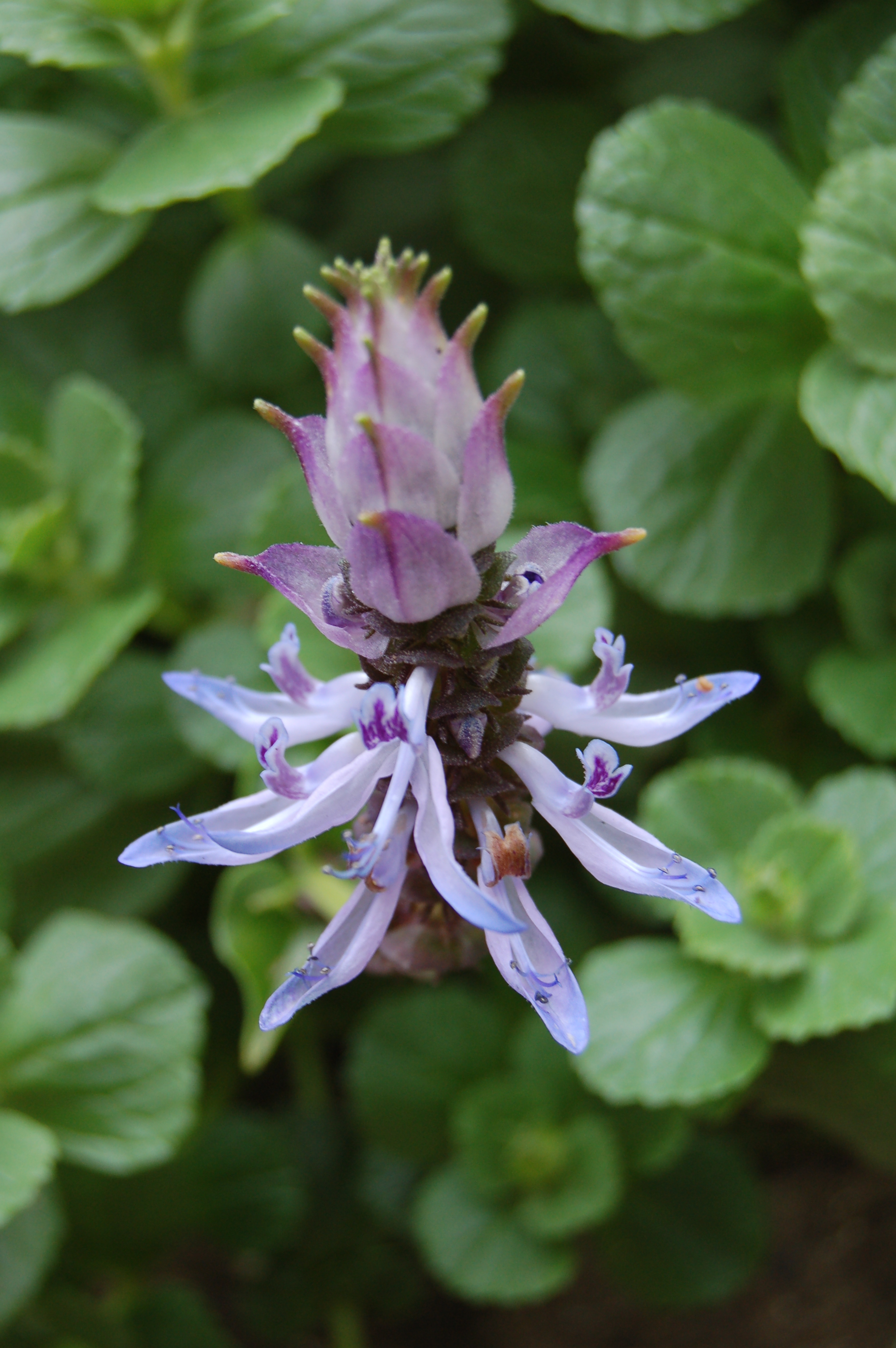
Plectranthus caninus

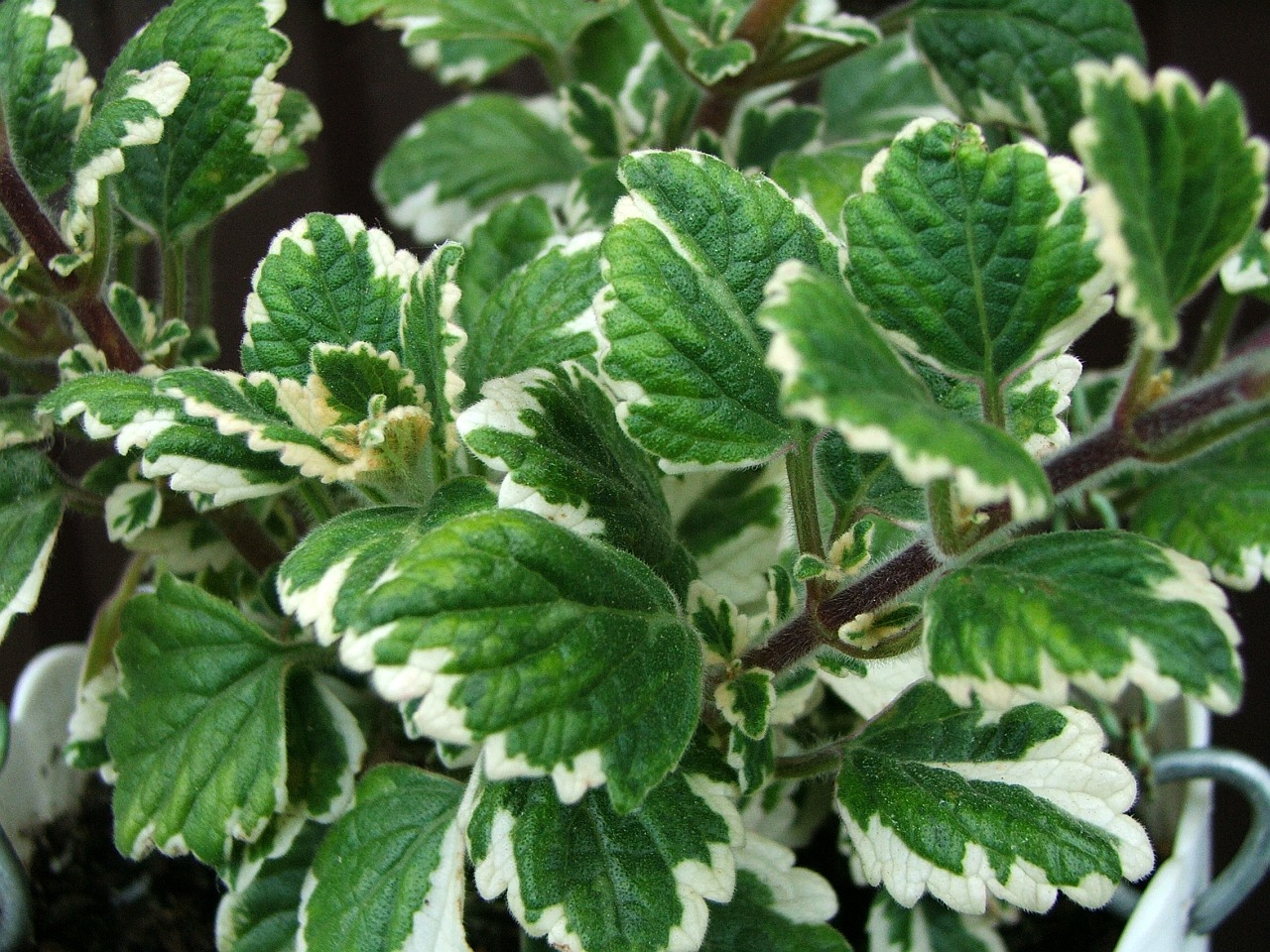
Plectranthus coleoides

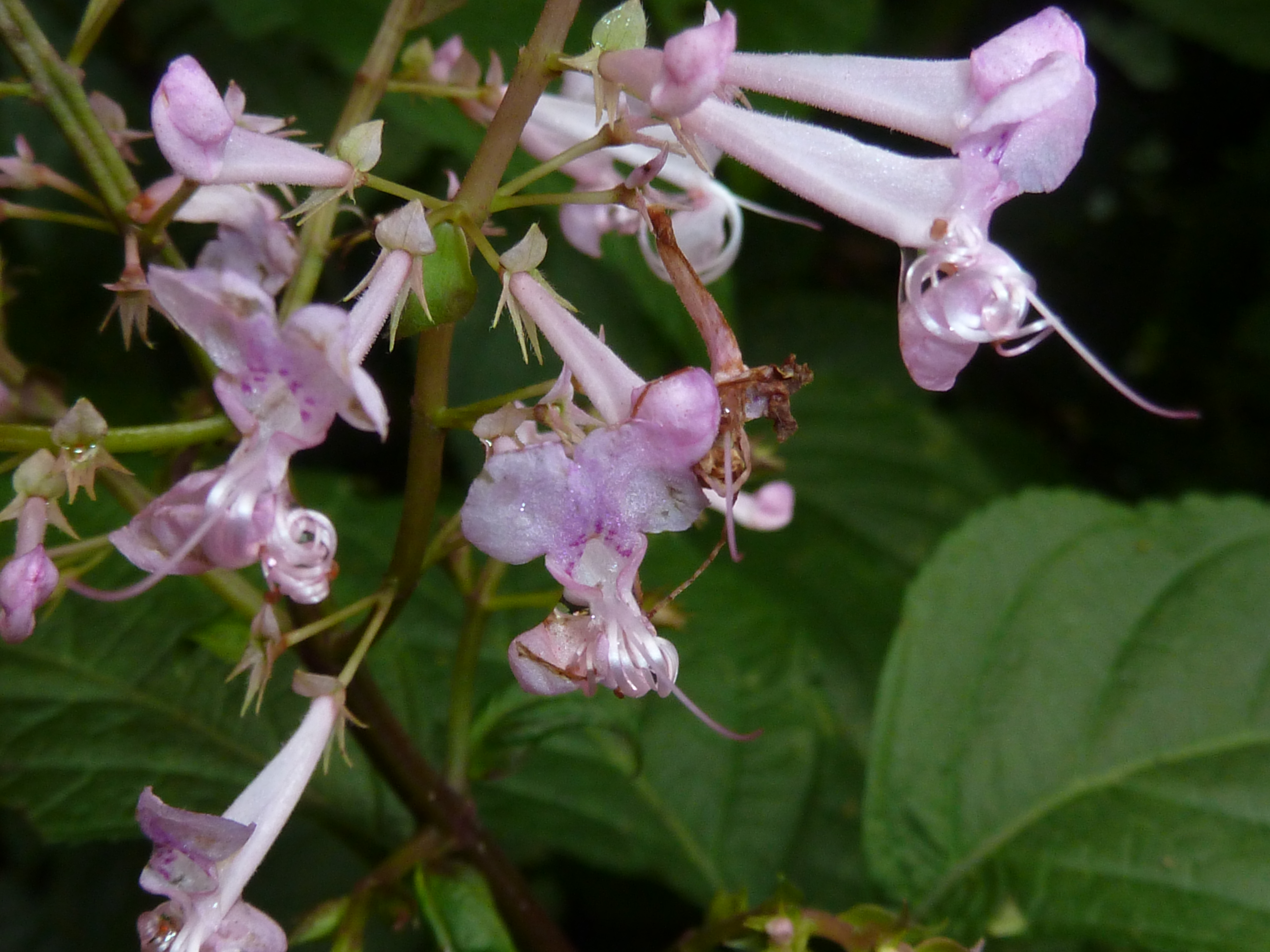
Plectranthus ecklonii

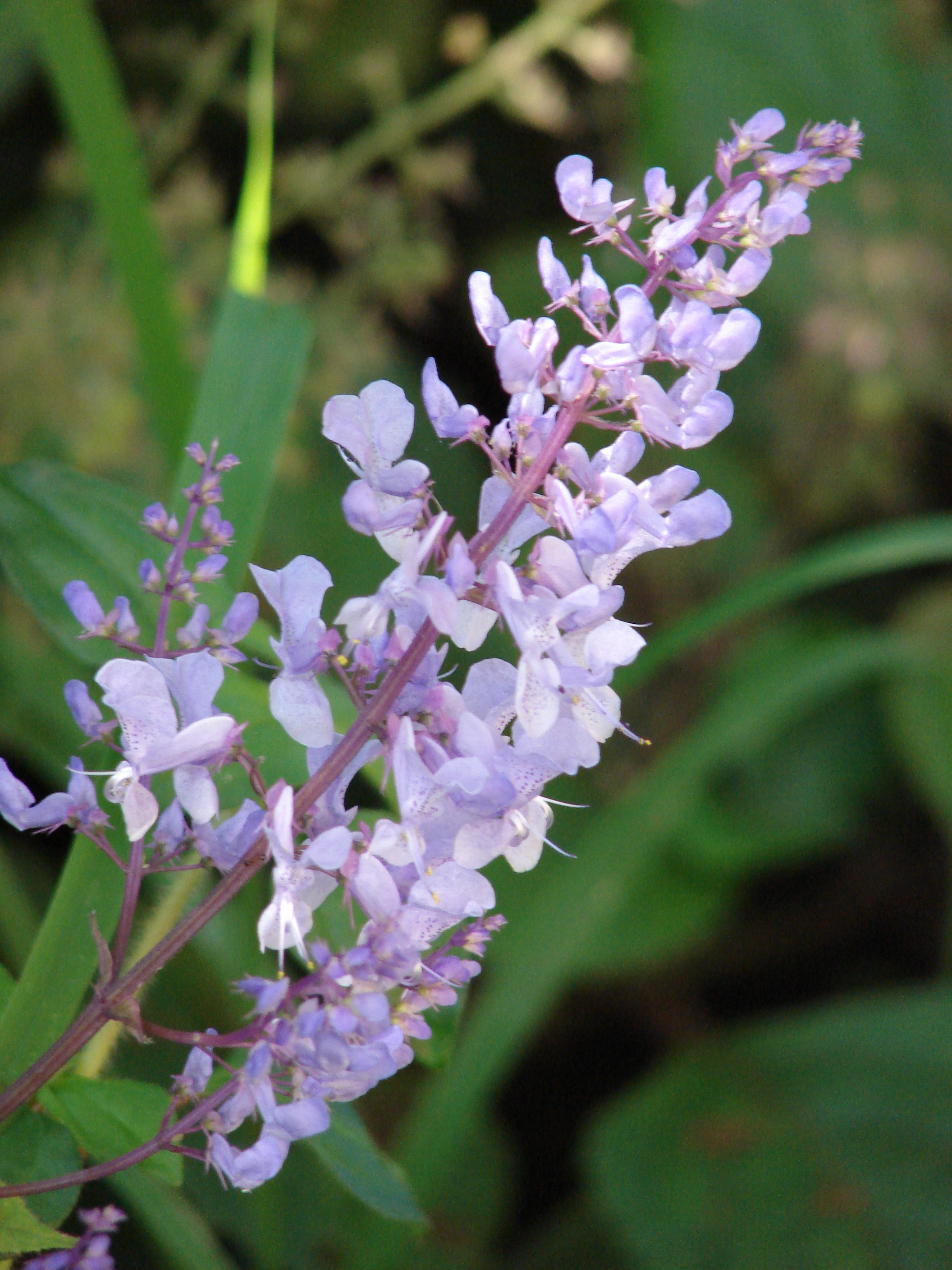
Plectranthus fruticosus

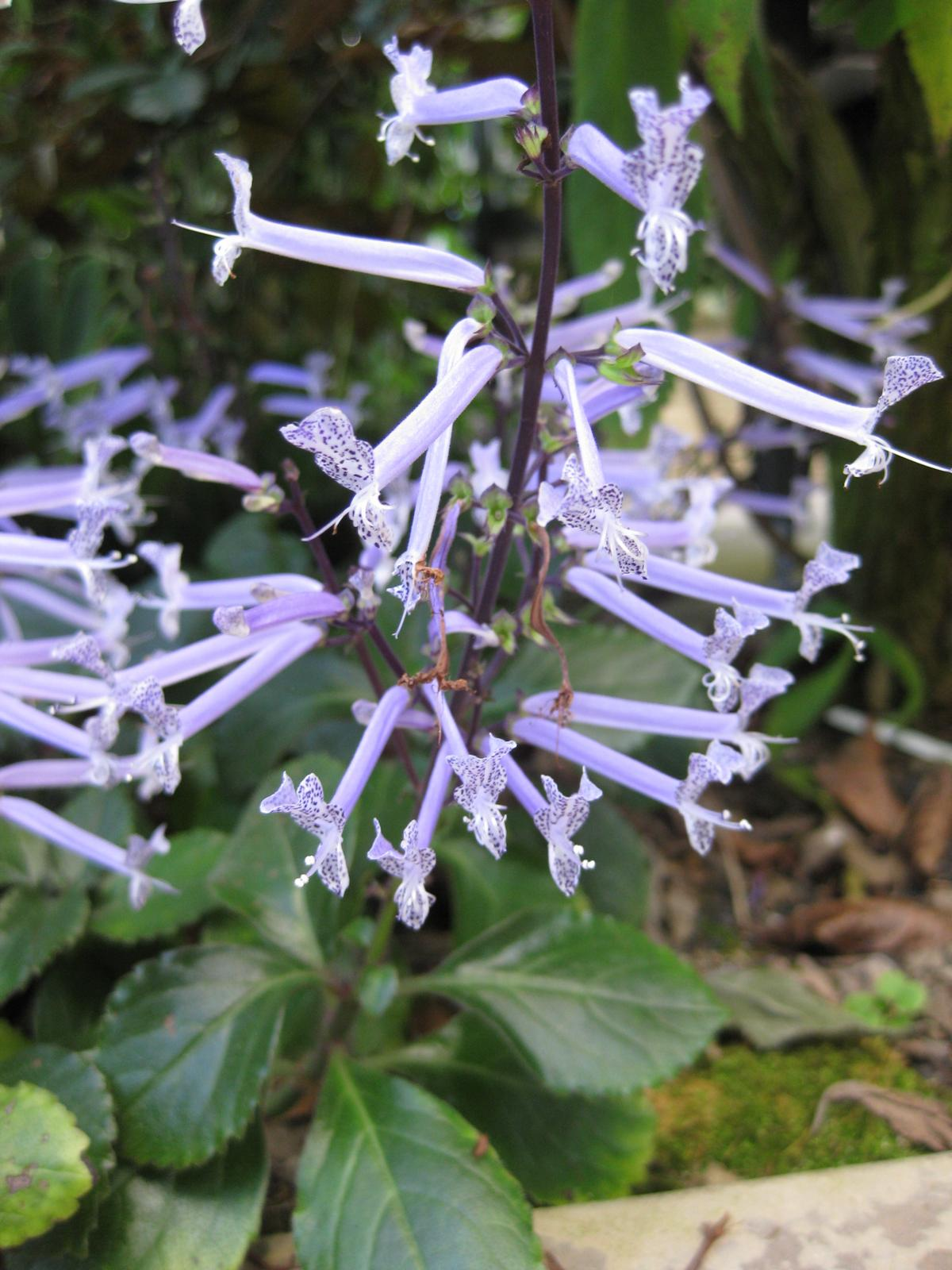
Plectranthus hilliardiae

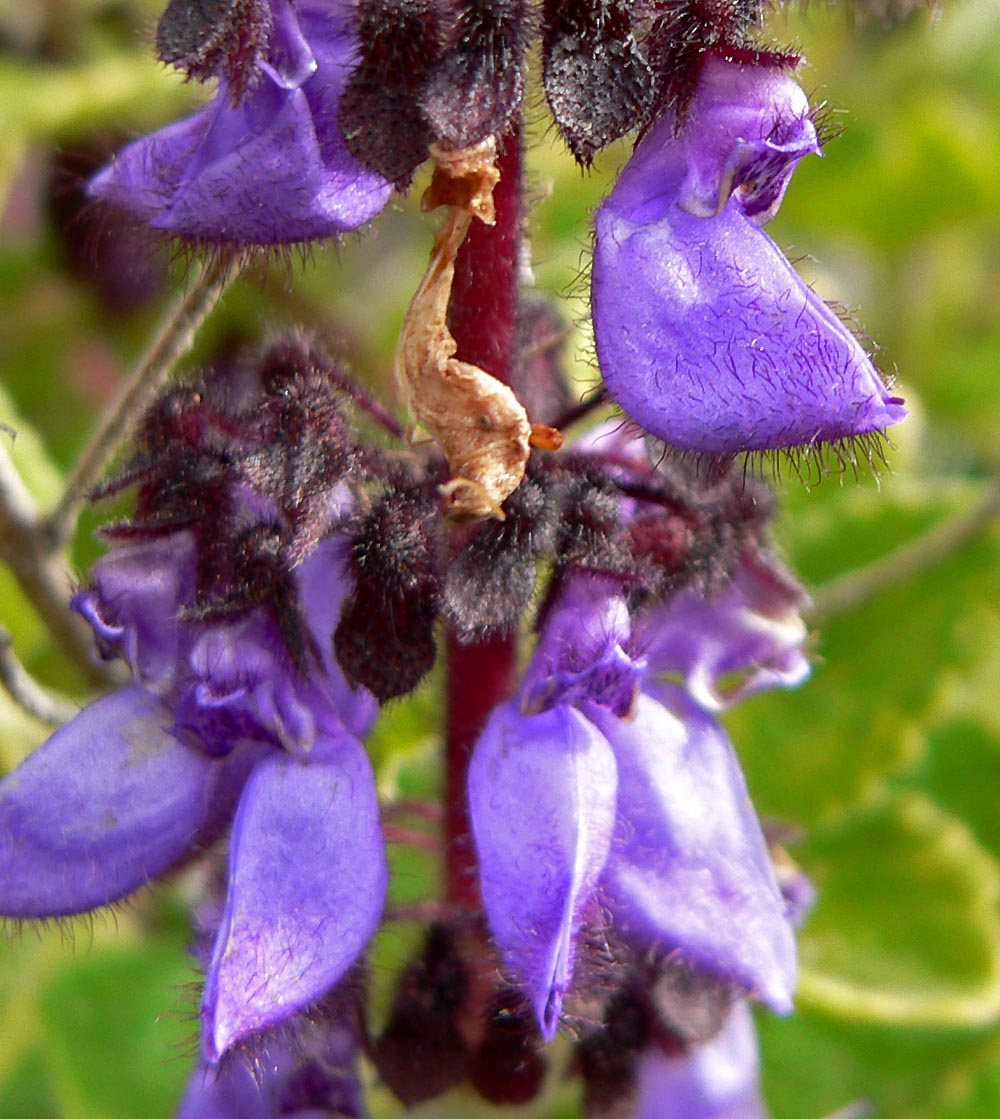
Plectranthus lanuginosus

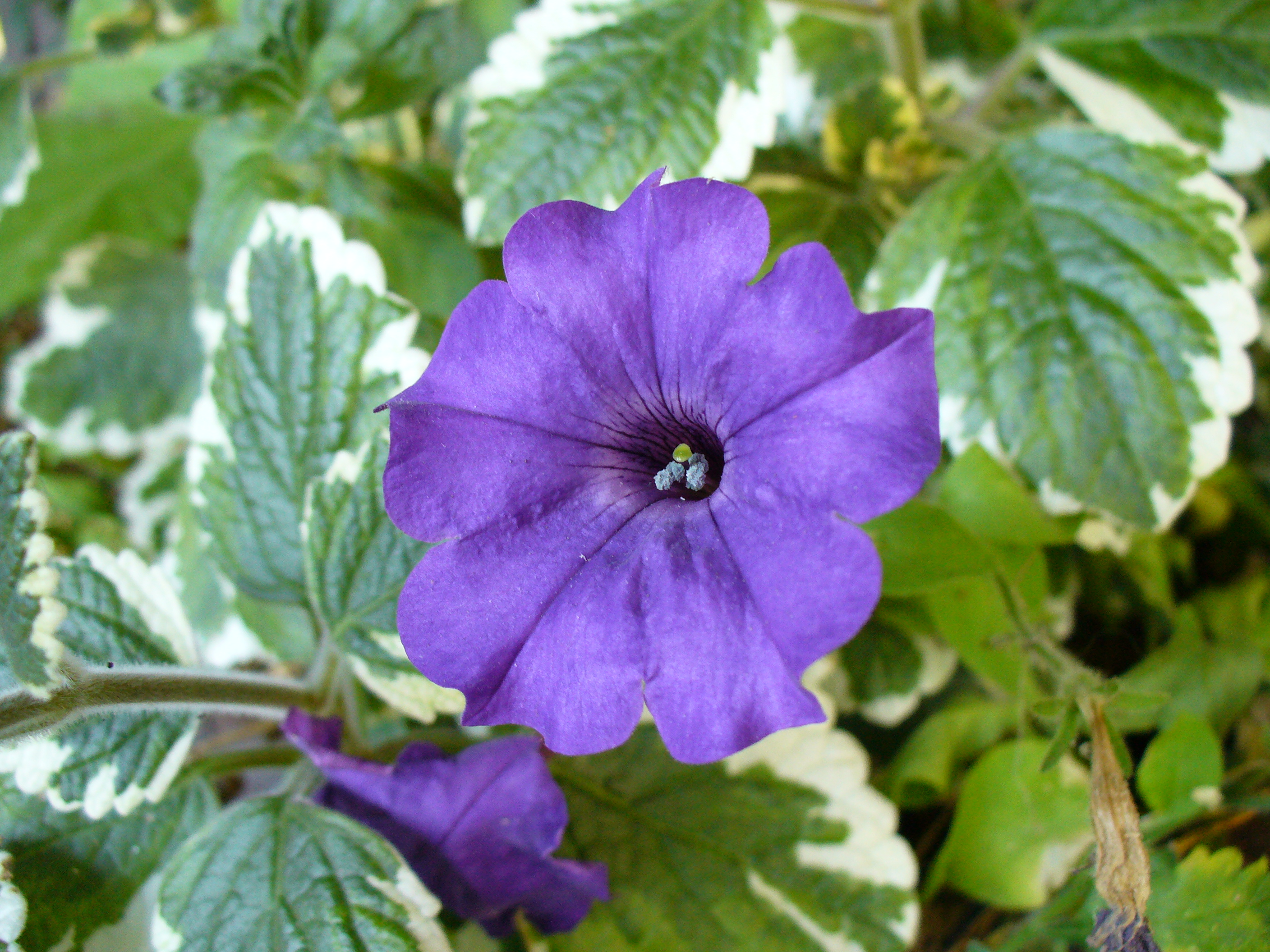
Plectranthus madagascariensis

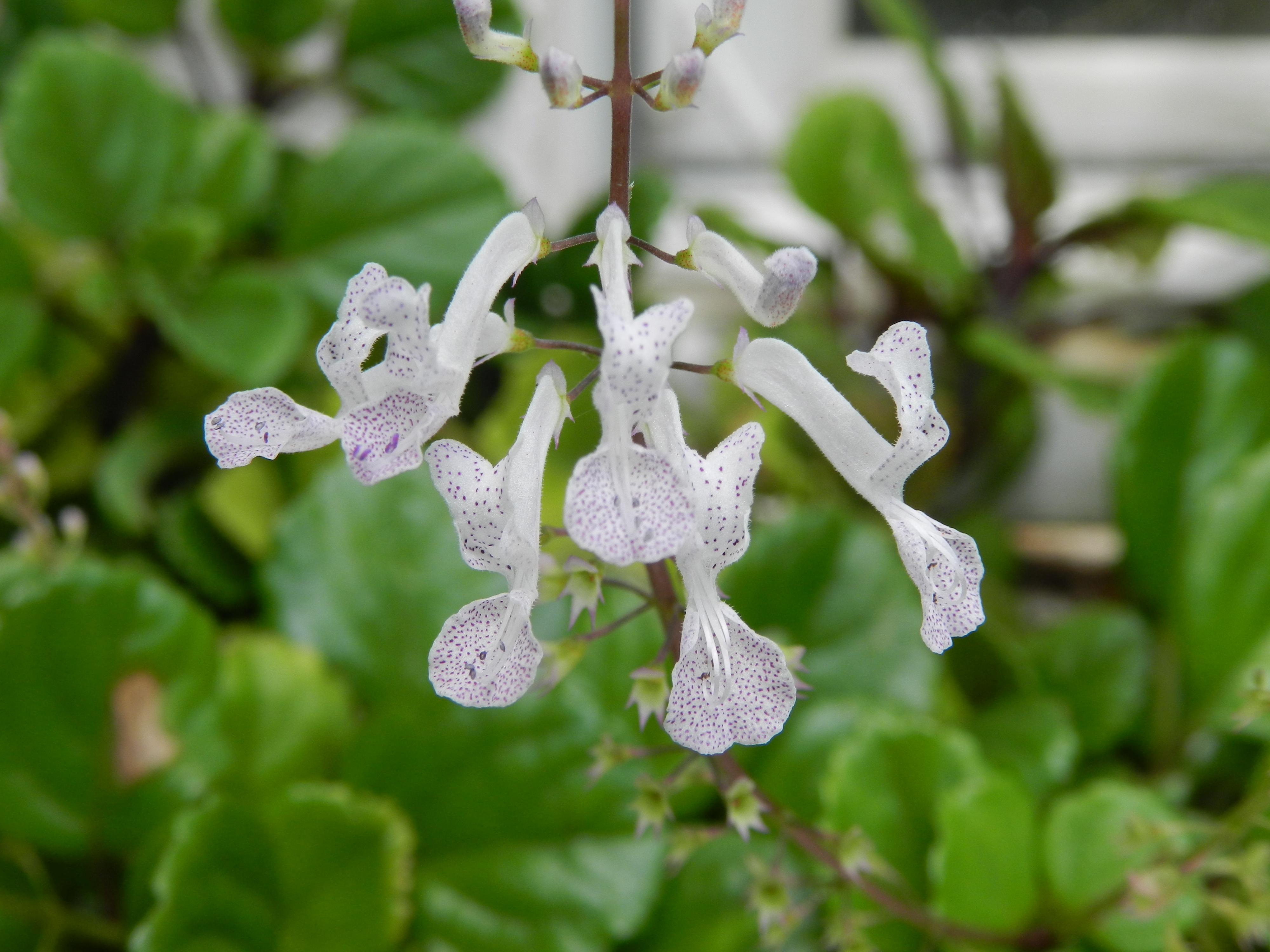
Plectranthus nummularius

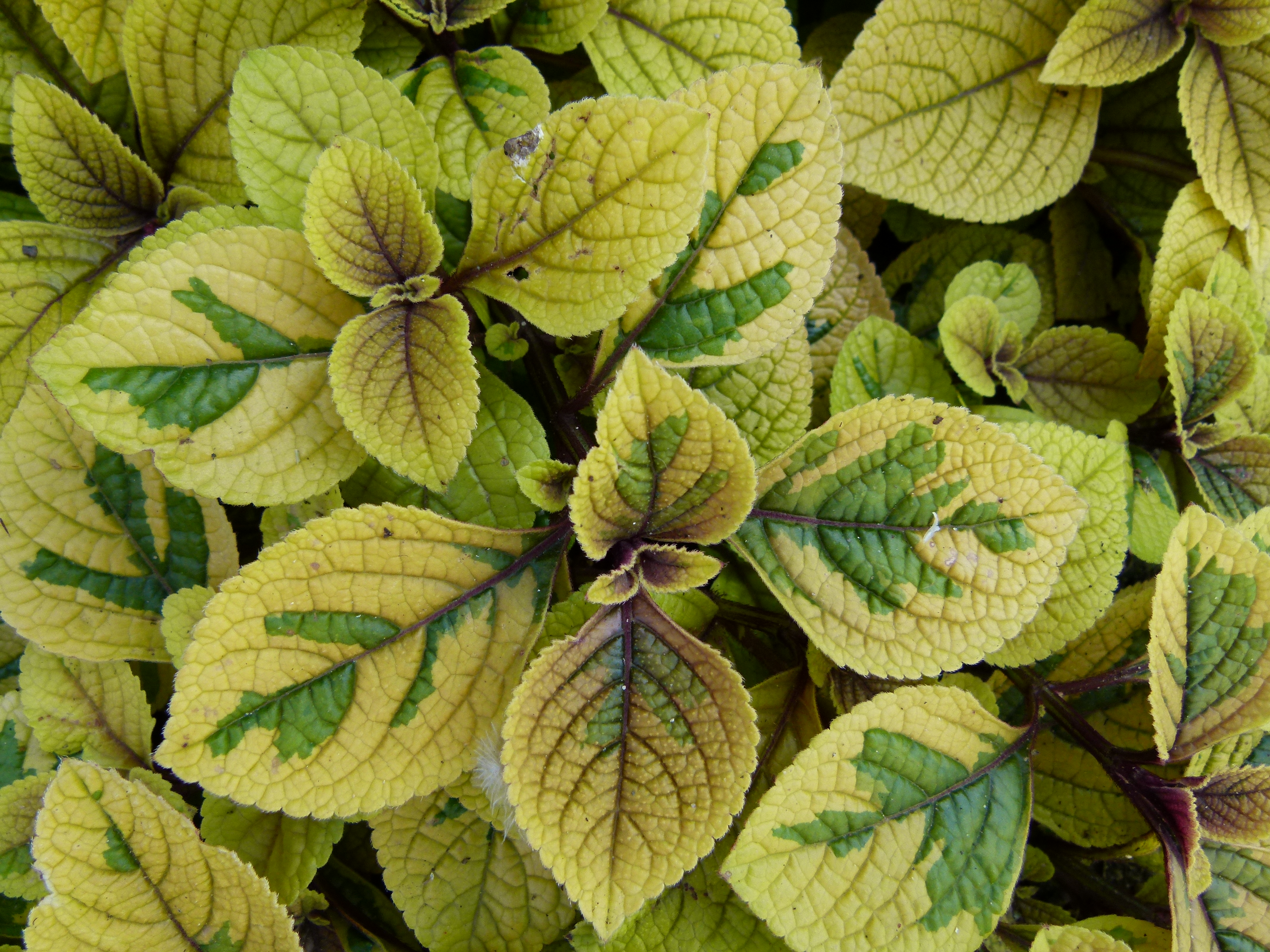
Plectranthus oertendahlii 'Lime Light'

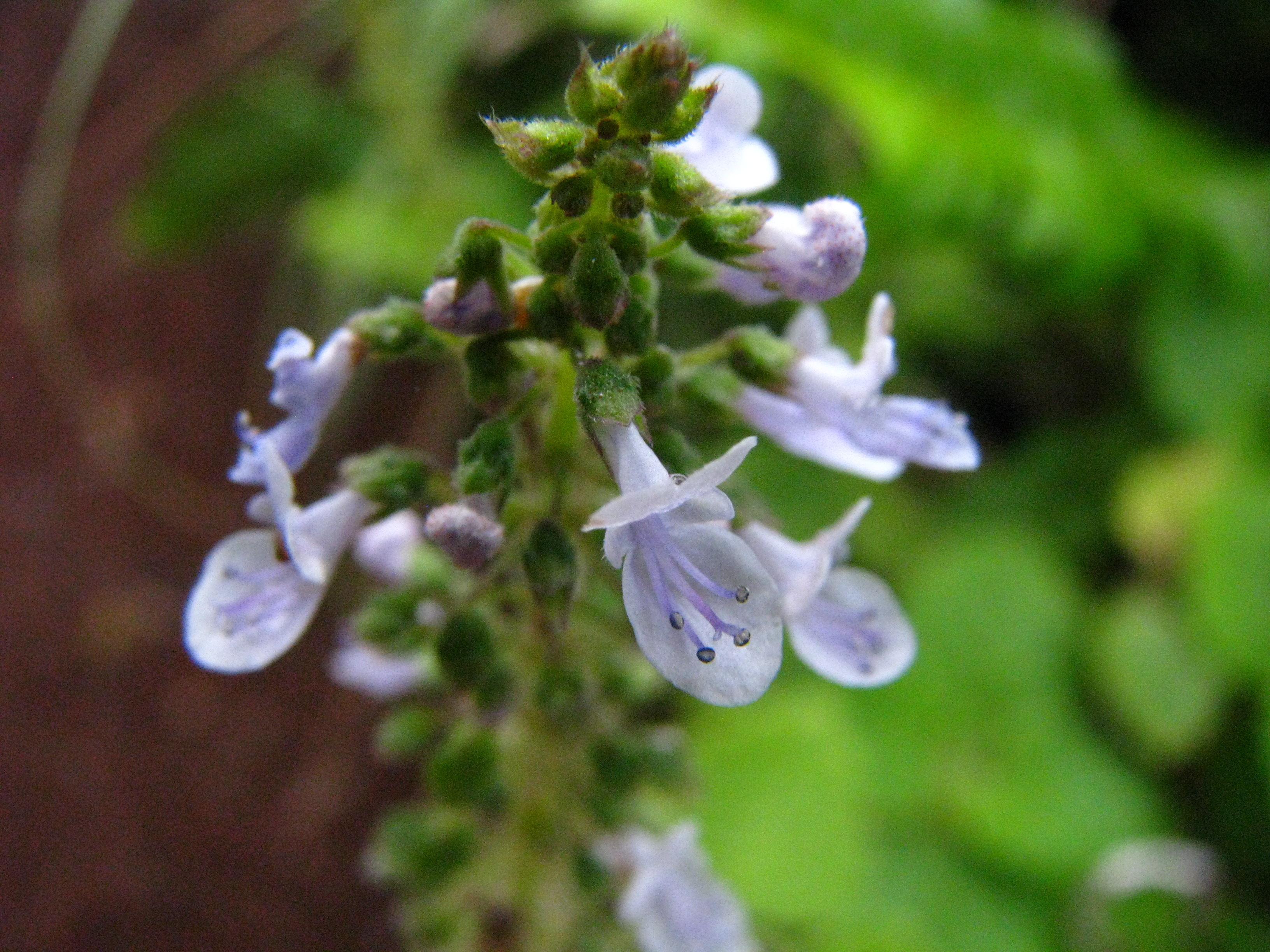
Plectranthus parviflorus

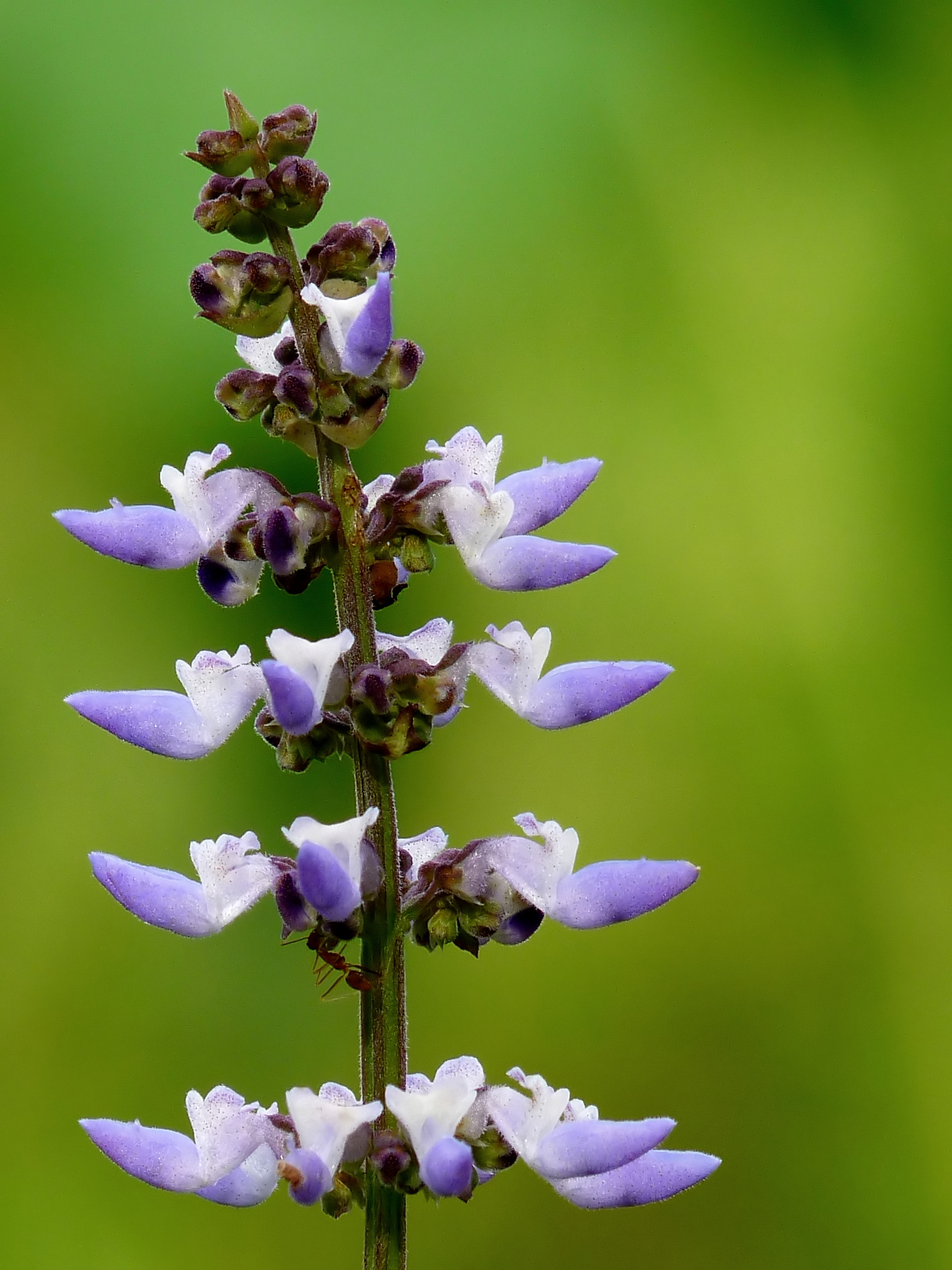
Plectranthus rotundifolius

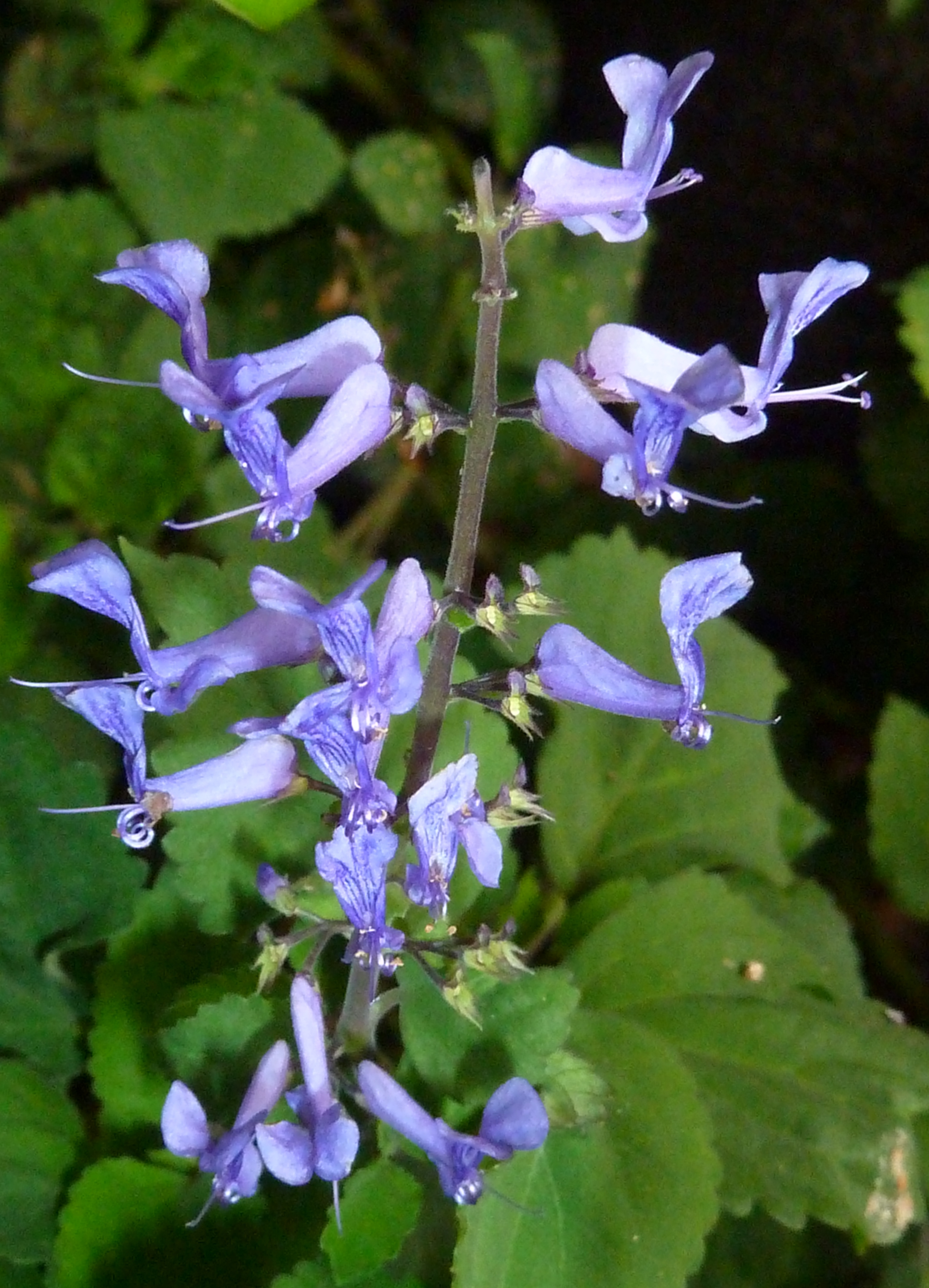
Plectranthus zuluensis

- Plectranthus acaulis Brummitt & Seyani
- Plectranthus actites P.I.Forst.
- Plectranthus adenophorus Gürke
- Plectranthus aegyptiacus (Forssk.) C.Chr.
- Plectranthus africanus (Baker ex Scott-Elliot) A.J.Paton
- Plectranthus agnewii Lukhoba & A.J.Paton
- Plectranthus albicalyx Suddee
- Plectranthus albocaeruleus N.E.Br.
- Plectranthus alboviolaceus Gürke
- Plectranthus aliciae (Codd) van Jaarsv. & T.J.Edwards
- Plectranthus alloplectus S.T.Blake
- Plectranthus alpinus (Vatke) Ryding
- Plectranthus ambiguus (Bolus) Codd
- Plectranthus amboinicus (Lour.) Spreng.
- Plectranthus amicorum S.T.Blake
- Plectranthus amoenus P.I.Forst.
- Plectranthus amplexicaulis Hedge
- Plectranthus angulatus Hedge
- Plectranthus annuus A.J.Paton
- Plectranthus antongilicus Hedge
- Plectranthus apoensis (Elmer) H.Keng
- Plectranthus apreptus S.T.Blake
- Plectranthus apricus P.I.Forst.
- Plectranthus arabicus E.A.Bruce
- Plectranthus arenicola P.I.Forst.
- Plectranthus argentatus S.T.Blake
- Plectranthus argentifolius Ryding
- Plectranthus asirensis J.R.I.Wood
- Plectranthus atroviolaceus Hedge
- Plectranthus auriglandulosus A.J.Paton
- Plectranthus autranii (Briq.) Erhardt, Götz & Seybold
- Plectranthus barbatus Andrews
- Plectranthus bariensis Ryding
- Plectranthus batianoffii P.I.Forst.
- Plectranthus baumii Gürke
- Plectranthus beddomei Raizada
- Plectranthus berdaricus T.C.E.Fr.
- Plectranthus betamponus Hedge
- Plectranthus betonicifolius Baker
- Plectranthus bipinnatus Paton
- Plectranthus bishopianus Gamble
- Plectranthus blakei P.I.Forst.
- Plectranthus bojeri (Benth.) Hedge
- Plectranthus botryosus A.J.Paton
- Plectranthus bourneae Gamble
- Plectranthus bracteatus (Dunn) Suddee
- Plectranthus bracteolatus A.J.Paton
- Plectranthus brevicaulis (Baker) Hedge
- Plectranthus brevimentum T.J.Edwards
- Plectranthus buchananii Baker
- Plectranthus burorum (Chiov.) J.K.Morton
- Plectranthus caespitosus Lukhoba & A.J.Paton
- Plectranthus caillei (A.Chev. ex Hutch. & Dalziel) B.J.Pollard
- Plectranthus candelabriformis Launert
- Plectranthus canescens Benth.
- Plectranthus caninus Roth
- Plectranthus capuronii Hedge
- Plectranthus carnosifolius Hemsl.
- Plectranthus cataractarum B.J.Pollard
- Plectranthus caudatus S.Moore
- Plectranthus chevalieri (Briq.) B.J.Pollard & A.J.Paton
- Plectranthus chiangdaoensis Suddee
- Plectranthus chimanimanensis S.Moore
- Plectranthus ciliatus E.Mey.
- Plectranthus cinereus A.J.Paton
- Plectranthus circinnatus Hedge
- Plectranthus clementiae Hedge
- Plectranthus coeruleus (Gürke ex Engl.) Agnew
- Plectranthus confertiflorus A.J.Paton
- Plectranthus congestus R.Br.
- Plectranthus conglomeratus (T.C.E.Fr.) Hutch. & Dandy
- Plectranthus crameri R.H.Willemse
- Plectranthus crassus N.E.Br.
- Plectranthus cremnus B.J.Conn
- Plectranthus cuneatus (Baker f.) Ryding
- Plectranthus cyanophyllus P.I.Forst.
- Plectranthus daviesii (E.A.Bruce) B.Mathew
- Plectranthus decaryi Hedge
- Plectranthus deccanicus Briq.
- Plectranthus decimus A.J.Paton
- Plectranthus decumbens Hook.f.
- Plectranthus decurrens (Gürke) J.K.Morton
- Plectranthus defoliatus Hochst. ex Benth.
- Plectranthus delicatissimus Hedge
- Plectranthus densus N.E.Br.
- Plectranthus dichotomus A.J.Paton
- Plectranthus dinteri Briq.
- Plectranthus dissectus Brenan
- Plectranthus dissitiflorus (Gürke) J.K.Morton
- Plectranthus diversus S.T.Blake
- Plectranthus djalonensis (A.Chev.) A.J.Paton
- Plectranthus dolichopodus Briq.
- Plectranthus dolomiticus Codd
- Plectranthus dumicola P.I.Forst.
- Plectranthus dupuisii (Briq.) A.J.Paton
- Plectranthus ecklonii Benth.
- Plectranthus edulis Agnew
- Plectranthus efoliatus (De Wild.) A.J.Paton
- Plectranthus elegans Britten
- Plectranthus elegantulus Briq.
- Plectranthus ellipticus Hedge
- Plectranthus elongatus (Trimen) R.H.Willemse
- Plectranthus emirnensis (Baker) Hedge
- Plectranthus epilithicus B.J.Pollard
- Plectranthus equisetiformis (E.A.Bruce) Launert
- Plectranthus ernstii Codd
- Plectranthus esculentus N.E.Br.
- Plectranthus excelsus P.I.Forst.
- Plectranthus exilis A.J.Paton
- Plectranthus fasciculatus P.I.Forst.
- Plectranthus fimbriatus Troupin & Ayobangira
- Plectranthus flaccidus (Vatke) Gürke
- Plectranthus foetidus Benth.
- Plectranthus foliatus A.J.Paton
- Plectranthus forsteri Benth.
- Plectranthus forsythii Hedge
- Plectranthus fruticosus L'Hér.
- Plectranthus galeatus Vahl
- Plectranthus garckeanus (Vatke) J.K.Morton
- Plectranthus gardneri Thwaites
- Plectranthus gibbosus Hedge
- Plectranthus gigantifolius Suddee
- Plectranthus gillettii J.K.Morton
- Plectranthus glabratus (Benth.) Alston – plektrantus koleusowaty
- Plectranthus glabriflorus P.I.Forst.
- Plectranthus glandulosus Hook.f.
- Plectranthus globosus Ryding
- Plectranthus goetzei Gürke
- Plectranthus gracilis Suess.
- Plectranthus gracillimus (T.C.E.Fr.) Hutch. & Dandy
- Plectranthus grallatus Briq.
- Plectranthus grandibracteatus Hedge
- Plectranthus grandicalyx (E.A.Bruce) J.K.Morton
- Plectranthus grandidentatus Gürke
- Plectranthus graniticola P.I.Forst.
- Plectranthus gratus S.T.Blake
- Plectranthus graveolens R.Br.
- Plectranthus guerkei Briq.
- Plectranthus gymnostomus (Gürke) A.J.Paton
- Plectranthus habrophyllus P.I.Forst.
- Plectranthus hadiensis (Forssk.) Schweinf. ex Sprenger
- Plectranthus hallii J.K.Morton
- Plectranthus harrisii J.K.Morton
- Plectranthus helferi Hook.f.
- Plectranthus hereroensis Engl.
- Plectranthus hexaphyllus Baker
- Plectranthus hilliardiae Codd
- Plectranthus hirsutus Hedge
- Plectranthus hockii De Wild.
- Plectranthus hoslundioides Scott-Elliot
- Plectranthus humbertii Hedge
- Plectranthus humulopsis B.J.Pollard
- Plectranthus hyemalis J.R.I.Wood
- Plectranthus igniarioides Ryding
- Plectranthus igniarius (Schweinf.) Agnew
- Plectranthus ignotus A.J.Paton
- Plectranthus incrassatus Hedge
- Plectranthus inflatus (Benth.) R.H.Willemse
- Plectranthus inselbergi B.J.Pollard & A.J.Paton
- Plectranthus insignis Hook.f.
- Plectranthus intraterraneus S.T.Blake
- Plectranthus intrusus Briq.
- Plectranthus janthinothryx Lebrun & Touss.
- Plectranthus jebel-marrae Wickens & B.Mathew
- Plectranthus kamerunensis Gürke
- Plectranthus kanneliyensis (L.H.Cramer & Balas.) R.H.Willemse
- Plectranthus kapatensis (R.E.Fr.) J.K.Morton
- Plectranthus kivuensis (Lebrun & Touss.) R.H.Willemse
- Plectranthus koualensis (A.Chev. ex Hutch. & Dalziel) B.J.Pollard & A.J.Paton
- Plectranthus kunstleri Prain
- Plectranthus lactiflorus (Vatke) Angew
- Plectranthus lanceolatus Bojer ex Benth.
- Plectranthus lanuginosus (Hochst. ex Benth.) Agnew
- Plectranthus lasianthus (Gürke) Vollesen
- Plectranthus lastii Baker
- Plectranthus laurifolius Hedge
- Plectranthus laxiflorus Benth.
- Plectranthus leiperi P.I.Forst.
- Plectranthus leptophyllus (Baker) A.J.Paton
- Plectranthus linearifolius (J.K.Morton) B.J.Pollard & A.J.Paton
- Plectranthus linearis Hedge
- Plectranthus longiflorus Benth.
- Plectranthus longipes Baker
- Plectranthus longipetiolatis Hedge
- Plectranthus lucidus (Benth.) van Jaarsv. & T.J.Edwards
- Plectranthus lycopifolius A.Rich.
- Plectranthus macilentus Hedge
- Plectranthus madagascariensis (Pers.) Benth.
- Plectranthus mafiensis A.J.Paton
- Plectranthus mahonii (Baker) N.E.Br. ex Hook.f.
- Plectranthus malabaricus (Benth.) R.H.Willemse
- Plectranthus malawiensis B.Mathew
- Plectranthus malvinus van Jaarsv. & T.J.Edwards
- Plectranthus mandalensis Baker
- Plectranthus marquesii Gürke
- Plectranthus marrubatus J.K.Morton
- Plectranthus masukensis Baker
- Plectranthus matabelensis Baker
- Plectranthus megacalyx A.J.Paton
- Plectranthus megadontus P.I.Forst.
- Plectranthus melleri Baker
- Plectranthus membranaceus (Scott-Elliot) Hedge
- Plectranthus merrillii H.Keng
- Plectranthus micrambus Chiov.
- Plectranthus minutiflorus Ryding
- Plectranthus minutus P.I.Forst.
- Plectranthus mirabilis (Briq.) Launert
- Plectranthus mirus S.T.Blake
- Plectranthus miserabilis Briq.
- Plectranthus mocquerysii Briq.
- Plectranthus modestus Baker
- Plectranthus mollis (Aiton) Spreng.
- Plectranthus monostachyus (P.Beauv.) B.J.Pollard
- Plectranthus montanus Benth.
- Plectranthus mutabilis Codd
- Plectranthus mzimvubuensis van Jaarsv.
- Plectranthus neochilus Schltr.
- Plectranthus nitidus P.I.Forst.
- Plectranthus oblanceolatus Hedge
- Plectranthus occidentalis B.J.Pollard
- Plectranthus oertendahlii T.C.E.Fr.
- Plectranthus ombrophilus Hedge
- Plectranthus omissus P.I.Forst.
- Plectranthus orbicularis Gürke
- Plectranthus oribiensis Codd
- Plectranthus ornatus Codd
- Plectranthus otostegioides (Gürke) Ryding
- Plectranthus ovatus Benth.
- Plectranthus papilionaceus Ranir. & Phillipson
- Plectranthus parishii Hook.f.
- Plectranthus parvicalyx A.J.Paton
- Plectranthus parviflorus Willd.
- Plectranthus parvifolius Talbot
- Plectranthus parvus Oliv.
- Plectranthus pauciflorus Baker
- Plectranthus penicillatus A.J.Paton
- Plectranthus pentheri (Gürke ex Zahlbr.) van Jaarsv. & T.J.Edwards
- Plectranthus perrieri Hedge
- Plectranthus persoonii Hedge
- Plectranthus petiolaris E.Mey.
- Plectranthus petraeus Backer ex Adelb.
- Plectranthus pichompae Hedge
- Plectranthus platyphyllus A.J.Paton
- Plectranthus pobeguinii (Hutch. & Dalziel) B.J.Pollard
- Plectranthus porcatus van Jaarsv. & P.J.D.Winter
- Plectranthus porphyranthus T.J.Edwards & N.R.Crouch
- Plectranthus praetermissus Codd
- Plectranthus prostratus Gürke
- Plectranthus psammophilus Codd
- Plectranthus pseudomarrubioides R.H.Willemse
- Plectranthus puberulentus J.K.Morton
- Plectranthus pubescens Baker
- Plectranthus pulchellus P.I.Forst.
- Plectranthus punctatus (L.f.) L'Hér.
- Plectranthus purpuratus Harv.
- Plectranthus quadridentatus Schweinf. ex Baker
- Plectranthus radiatus A.J.Paton
- Plectranthus reflexus van Jaarsv. & T.J.Edwards
- Plectranthus rehmannii Gürke
- Plectranthus rosulatus Hedge
- Plectranthus rotundifolius (Poir.) Spreng.
- Plectranthus rubropunctatus Codd
- Plectranthus rubroviolaceus Hedge
- Plectranthus rungwensis A.J.Paton
- Plectranthus rutenbergianus Vatke
- Plectranthus saccatus Benth.
- Plectranthus sallyae A.J.Paton
- Plectranthus salvioides (B.Heyne ex Roth) Benth.
- Plectranthus sanguineus Britten
- Plectranthus saxicola B.J.Pollard & A.J.Paton
- Plectranthus scandens (Gürke) R.H.Willemse
- Plectranthus scaposus Hedge
- Plectranthus scebeli (Chiov.) Ryding
- Plectranthus schizophyllus Baker
- Plectranthus schweinfurthii Sprenger
- Plectranthus scopulicola A.J.Paton
- Plectranthus scutellarioides (L.) R.Br. – koleus Blumego
- Plectranthus secundiflorus (Baker) Hedge
- Plectranthus selukwensis N.E.Br.
- Plectranthus seretii (De Wild.) Vollesen
- Plectranthus serrulatus Troupin & Ayobangira
- Plectranthus shirensis (Gürke) A.J.Paton
- Plectranthus sigmoideus A.J.Paton
- Plectranthus socotranus A.R.Sm.
- Plectranthus sparsiflorus (Elmer) H.Keng
- Plectranthus spectabilis S.T.Blake
- Plectranthus spicatus E.Mey.
- Plectranthus stachyoides Oliv.
- Plectranthus steenisii H.Keng
- Plectranthus stenophyllus Baker
- Plectranthus stenosiphon Baker
- Plectranthus stolzii Gilli
- Plectranthus strangulatus A.J.Paton
- Plectranthus strigosus Benth. ex E.Mey.
- Plectranthus stylesii T.J.Edwards
- Plectranthus suaveolens S.T.Blake
- Plectranthus subincisus Benth.
- Plectranthus swynnertonii S.Moore
- Plectranthus sylvestris Gürke
- Plectranthus tenuicaulis (Hook.f.) J.K.Morton
- Plectranthus tetradenifolius A.J.Paton
- Plectranthus tetragonus Gürke
- Plectranthus thalassoscopicus P.I.Forst.
- Plectranthus thyrsoideus (Baker) B.Mathew
- Plectranthus tomentifolius Suddee
- Plectranthus torrenticola P.I.Forst.
- Plectranthus triangularis A.J.Paton
- Plectranthus trilobus Hedge
- Plectranthus trullatus A.J.Paton
- Plectranthus unguentarius Codd
- Plectranthus venteri van Jaarsv. & L.Hankey
- Plectranthus verticillatus (L.f.) Druce
- Plectranthus vesicularis A.J.Paton
- Plectranthus vestitus Benth.
- Plectranthus vettiveroides (Jacob) N.P.Singh & B.D.Sharma
- Plectranthus veyretiae (Guillaumet & Cornet) Hedge
- Plectranthus vinaceus Hedge
- Plectranthus viphyensis Brummitt & Seyani
- Plectranthus welwitschii (Briq.) Codd
- Plectranthus wollastonii S.Moore
- Plectranthus xerophilus Codd
- Plectranthus xylopodus Lukhoba & A.J.Paton
- Plectranthus zenkeri Gürke
- Plectranthus zombensis Baker
- Plectranthus zuluensis T.Cooke